# Lygodactylus keniensis
Lygodactylus keniensis este o specie de șopârle din genul Lygodactylus, familia Gekkonidae, descrisă de Parker 1936. Conform Catalogue of Life specia Lygodactylus keniensis nu are subspecii cunoscute.